# المحكمة الدستورية (تركيا)
المحكمة الدستورية التركية (بالتركية:  Anayasa Mahkemesi)‏ هي أعلى هيئة قانونية لمراجعة الدستور في تركيا وتفحص دستورية القوانين والمراسيم التي لها قوة القانون، والنظام الداخلي للجمعية الوطنية التركية الكبري من حيث الشكل والمضمون وفقا للمادة 148 من الدستور التركي. إذا لزم الأمر، فإنها تعمل أيضًا كمحكمة جنائية عليا (بالتركية: Yüce Divan)‏ للنظر في أي قضايا أثيرت حول رئيس أو نائب رئيس أو أعضاء مجلس الوزراء أو قضاة المحاكم العليا.